# Ambrosio de Salazar
Ambrosio de Salazar, (Murcia, 1575 - 1643) gramático español.
Aventurero en las guerras de religión francesas, se dedicó a enseñar  español en Francia. Se estableció en Ruan, pero retornó a París en 1615 para ser secretario de la reina Ana de Austria; llegó a ser intérprete de los reyes  Enrique IV y el delfín futuro Luis XIII. 
Tradujo El Hombre-honesto o el Arte de Agradar a la Corte de Nicolás Faret y con el fin pedagógico de enseñar la lengua castellana, redactó colecciones de cuentos  que ofrecen interés, como Almoneda general de las más curiosas recopilaciones de los reinos de España (París, 1612), Clavellinas de recreación (Ruan, 1614), y su muy conocido y reimpreso Espejo General de la Gramática en Diálogos (Rouen: chez François Vaultier, 1614), dividido en siete partes correspondientes a los días de la semana y con gran cantidad de facecias y cuentecillos.

Su fuente principal, sin embargo, es la Floresta de Melchor de Santa Cruz; el hispanista Alfred Morel-Fatio hizo un estudio clásico sobre este autor, Ambrosio de Salazar et l’étude de l’espagnol en France sous Louis XIII Paris: Alphonse Picard et Fils; Toulouse: Edouard Privat, 1900.

## Obras
Otras obras suyas son:
- Libro de flores diversas y curiosas en tres tratados (París, 1619).
- Secretos de la gramática española (1640) y, Tesoro de diversa lición, inspirada en la Silva de varia lección de Pero Mexía. (París, 1636)
- Almoneda General de las más curiosas recopilaciones de los reynos de España. (1612).
- Clavellinas de recreación.(1614).
- Espejo General de la Gramática en Diálogos. Rouen, (1614).
- Tres tratados propios para los que desean saber la lengua española. París, (1643).